# Magnus liber

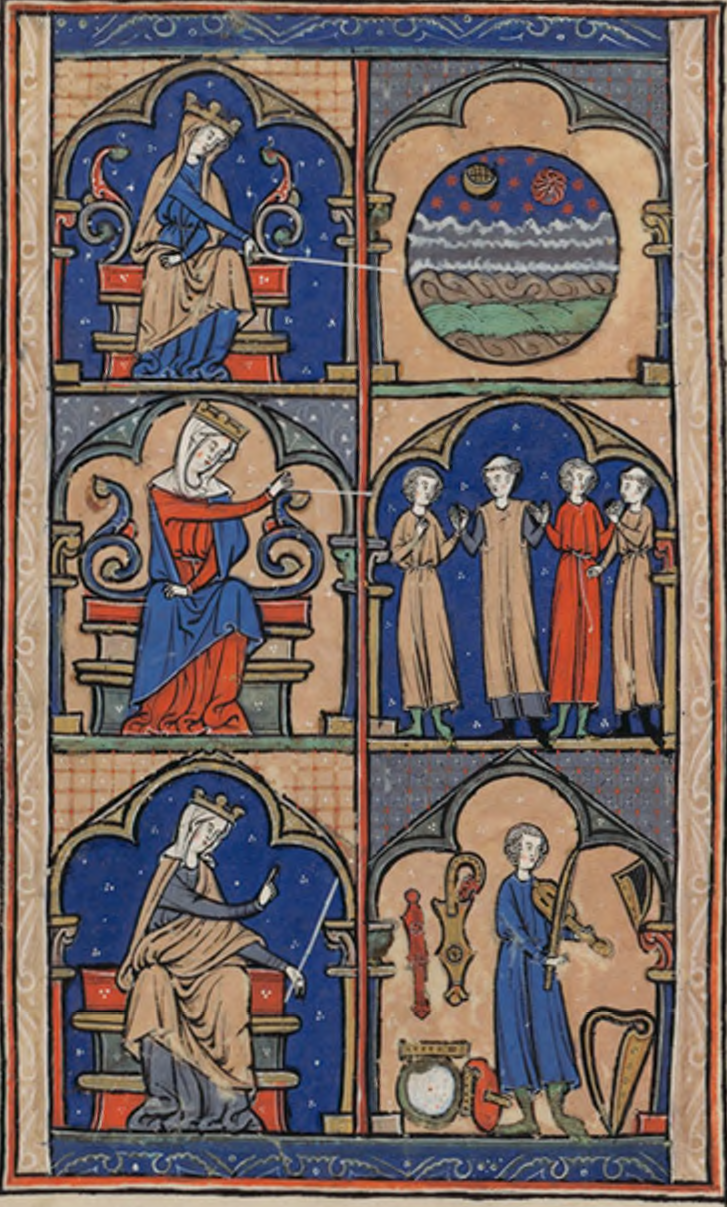
Début du MS F du Magnus liber organi.

Le Magnus liber ou Magnus liber organi est un recueil de musique médiévale de type organum et clausule. Le nom complet est Magnus liber organi de graduali et antiphonario pro servitio divino, ce qui signifie « Grand livre de l'organum, sur le graduel et l'antiphonaire, pour le service divin ».

## Origine
Ce recueil a été écrit au cours des XIIe et XIIIe siècles. On attribue les compositions aux musiciens de l'école de Notre-Dame de Paris, notamment aux maîtres compositeurs Léonin et Pérotin.

## Édition
- Magnus Liber Organi de Notre-Dame de Paris, 7 vol. édités sous la direction de Edward H. Roesner, éd. de l'Oiseau-Lyre , Monaco, 1993  (ISBN 2-87855-000-5) ou  (ISBN 2-87855-005-6) (vol. reliés).
  - Volume I, Les Quadrupla et tripla de Paris, 358 p.
  - Volume III, Les Organa à deux voix pour la messe (de Noël à la fête de Saint-Pierre et Saint-Paul) du manuscrit de Florence, Biblioteca Medicea-Laurenziana, Plut. 29.1, 258 p.
  - Volume IV, Les Organa à deux voix pour la messe (de l'Assomption au Commun des saints) du manuscrit de Florence, Biblioteca Medicea-Laurenziana, Plut. 29.1, 251 p.
  - Volume V, Les clausules à deux voix du manuscrit de Florence, Biblioteca Medicea Laurenziana, Pluteus 29.1, Fascicule V, 393 p.
  - Volume VI, Les organa à deux voix du manuscrit de Wolfenbüttel, Herzog August Bibliothek, Cod. Guelf. 1099 Helmst, 402 p.